# Oskar Hergt

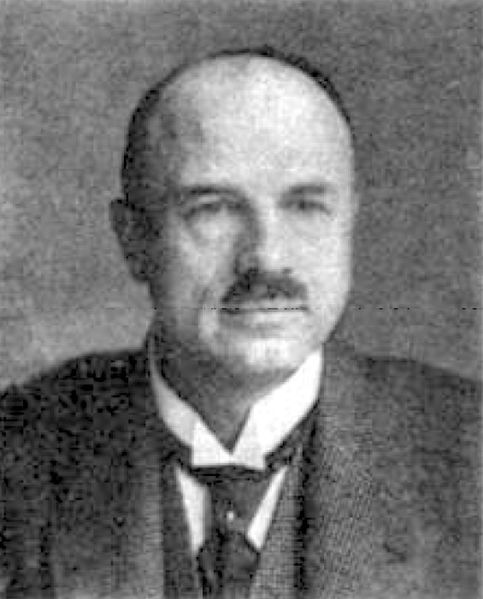
Oskar Hergt (1920)

Oskar Gustav Rudolf Hergt (Naumburg (Saale), 22 oktober 1869 - Göttingen, 9 mei 1967) was een Duits politicus.

## Biografie

### Achtergrond, opleiding en vroege carrière
Oskar Hergt was de zoon van een koopman. Hij bezocht het gymnasium in Naumburg en studeerde vervolgens rechten in Würzburg, München en Berlijn. Na de voltooiing van zijn studie trad hij in staatsdienst en werkte aanvankelijk als ambtenaar voor het provinciaal bestuur van de Pruisische provincie Saksen. Nadien was hij rechter te Liebenwerda (tot 1902), daarna rijksambtenaar in Hildesheim (1902-1904) en werkzaam voor het Oberpräsidium van Hannover. Van 1904 tot 1914 was hij een hoge bestuursambtenaar op het Pruisische ministerie van Financiën. In 1905 werd Geheime Finanzrat, later werd hij bevorderd tot Vortragentende Rat en uiteindelijk werd hij Geheime Oberfinanzrat. In 1909 werd hij als hoofdrapporteur budgetzaken lid van de Pruisische Landdag (deelstaatparlement).

### Politieke carrière
Oskar Hergt was van 1915 tot 1916 Regierungspräsident van Liegnitz en van 1916 tot 1917 van Oppeln. Van augustus 1917 tot 7 november 1918 was hij de laatste koninklijke Pruisische minister van Financiën.
Oskar Hergt was na de monarchie in november 1918 een van de oprichters van de conservatieve Duitse Nationale Volkspartij (Deutschnationale Volkspartei). Op 9 december 1918 werd hij gekozen tot eerste voorzitter van de DNVP. Als voorzitter (tot 1924) voerde hij een gematigde koers. Hoewel een fel tegenstander van de Weimarrepubliek en een overtuigd monarchist was hij voorstander van participatie van de DNVP binnen de republikeinse bestuursstructuren. Ook trachtte hij de DNVP om te vormen van een antidemocratische partij tot een democratische conservatief-christelijke volkspartij. Dit alles stuitte op fel verzet binnen de partij. In 1920 verzette Hertz zich tegen de Kapp-putsch en bekritiseerde de DNVP leden die haar ondersteunde. De uiterst rechtse vleugel van de DNVP was tegen Hergts gematigde koers. In 1924, nadat enkele leden van de DNVP-fractie in de Rijksdag voor het Dawes-plan stemden, moest Hertz in 1924 als partijvoorzitter aftreden. Hij werd opgevolgd door Kuno Graf von Westarp, die een strikt conservatieve koers zou volgden. In oktober 1928 kandideerde hij zich voor het partijvoorzitterschap van de DNVP, maar Alfred Hugenberg werd gekozen.

### Parlementslid en minister
Hertz was 1919 tot 1921 lid van de Grondwetgevende Vergadering van Pruisen en van 1921 tot 1923 was hij lid van de Pruisische Landdag. Van juni 1920 tot november 1933 was hij lid van de  Rijksdag (rechstag). Hij vertegenwoordigde de kiesdistricten Liegnitz en Hessen-Nassau.
Van 28 januari 1927 tot 28 juni 1928 was hij rijksminister van Justitie in het kabinet-Marx IV. Tevens bekleedde hij de post van plaatsvervangend rijkskanselier.
Na de machtsovername van de nazi's in 1933 trok Hergt zich uit de politiek terug en vestigde zich in Göttingen. Hij overleed op 97-jarige leeftijd, in Göttingen.